# Dina Burdakova
Dina Burdakova (Rússia, 3 de març de 1987) és una campiona europea de go russa, de categoria 5-dan. El seu nom d'usuària a KGS és Pugovka. És considerada una de les jugadores més fortes d'Europa. El 2014, va ser la guanyadora del European Women's Go Championship, campionat que es va celebrar a Kazan, Russia i el 2020 va representar a Rússia en el European Online Women's Go Championship i en la UKAI Cup. Burdakova està casada amb Igor Burnaevskij, qui és també jugador de go.